# 盲侠金鱼飞天猪
《盲侠金鱼飞天猪》（英語：The Blind Detective）是亞洲電視一部大型古装剧，原名《断肠剑》。于2005年1月拍摄，后在本港台播出。

## 简介
- 盲侠：“最胖的侠探”
- 金鱼：“长着酒窝的鱼”
- 飞天猪：“最帅的猪”
- 盲侠是破案能手，金鱼是盲侠的得力助手。飞天猪白天是个书生，夜晚变为江洋大盗四处作案，实际上却还有第三种身份。本剧剧情就是围绕盲侠、金鱼、飞天猪三人之间错综复杂、扑朔迷离的暗斗而展开。

## 演员表
| 演员   | 角色         | 介紹                                                                                 |
| 郑则仕 | 宋仁忠       | 一名辣手捕快，因为遭仇家暗算双目致盲，江湖上人称“盲侠”                               |
| 张庭   | 金鱼         | 机智灵敏、出手不凡，又不失活泼俏丽且搞笑十足的大侦探，大力协助盲侠破案               |
| 张庭   | 真琴公主赭娜 | 日本国的公主，温婉大方，高贵娴淑，与剑太郎互相爱慕                                   |
| 保剑锋 | 朱仲贤       | 飞天猪，白天是个书生，夜晚则是江洋大盗，四处作案，实际上却还有第三重身份             |
| 何润东 | 南宫进       | 智勇双全，自信勇敢，勇于挑战权威，是个不羁的浪子                                     |
| 韩雪   | 段雪语       | 温婉娴淑，举止仪态高贵优雅，出身皇族的贵族小姐                                       |
| 徐萍   | 细姐         | 朱仲贤的继母，卖艺团的当家，后与盲侠谱出了一段黄昏之恋                               |
| 孙兴   | 韦一、毛双   | 形象冷酷，武功高强，温柔敦厚，忠心护主，一个另类的古装杀手                           |
| 陈展鹏 | 剑太郎       | 表面上行事胡涂鲁莽，实际上异常冷静，处事果断而心狠手辣，是个武艺超群的高手。爱慕赭娜 |
| 江美仪 | 朱玉         | 高彪虎之妻，为人泼辣，曾爱恋盲侠                                                     |
| 鲍起静 | 奶妈         | 盲侠的奶妈，为人善良纯朴，挂念她的孙子小豹                                           |
| 李进荣 | 史清萍       | 一个斯文人，为人彬彬有礼，正直不柯，忠心耿直，是宇林县令高彪虎的副手                 |
| 张植绿 | 小莊         | 牛神尊者，天真而善良，曾受白长老摆布                                                 |
| 季晨   | 喇嘛、大莊   | 小莊的哥哥，勤奋努力，精于雕刻，因以为杀了人而逃亡扮成喇嘛                           |
| 岳跃利 | 钱大富       | 年轻时曾是个心狠心辣，杀人如麻，恶习多端的山贼                                       |
| 白标   | 段正         | 大理王爷，爱面子，为人专横霸道                                                       |
| 宋茜   | 莎莎         | 青楼女子，美若天仙，风情万种，但性格倔强，是高彪虎的情妇                             |
| 史梵希 | 刘良         | 表明傻里傻气，实乃大巧若拙、大勇若怯                                                 |
| 张少华 | 枯树婆婆     | 慈祥和蔼，待人热情，但眼睛和耳朵都不太好                                             |
| 郑恕峰 | 南宫杰雄     | 南宫进之父，白手起家，生性豪爽但脾气火爆，爱子如命                                   |